# Alec MacKaye
Alec MacKaye (né en 1966 à Washington, D.C.) est un musicien américain, surtout connu comme membre des groupes punk hardcore Untouchables, The Faith et Ignition.

## Biographie
Alec MacKaye est le frère cadet de Ian MacKaye qui sera membre de Minor Threat et de Fugazi. Leur père est rédacteur pour le Washington Post, d'abord comme journaliste de la Maison-Blanche, puis comme un expert en religion ; Ian MacKaye senior reste actif au sein de la progressiste Église Épiscopale de St. Stephen. Selon l'ami de longue date de MacKaye, le chanteur Henry Rollins, les parents de MacKaye « ont élevé leurs enfants dans une atmosphère tolérante, super intellectuelle et ouverte. »
À 13 ans, Alec MacKaye fonde le groupe punk Untouchables, qui donne son premier concert en 1979 dans le sous-sol des parents du chanteur de The Teen Idles, Nathan Strejcek, groupe dont fait partie son frère à l'époque. Alec MacKaye, endormi la tête sur les genoux, photographié par Susie Josephson, fera la couverture de Minor Threat EP, First Two 7″s on a 12″ et Complete Discography. Cette photographie sera utilisée (contre la volonté du groupe) pour une affiche Nike. Les mains de MacKaye avec le X du Straight Edge étaient déjà sur le Minor Disturbance E.P. de Teen Idles.
MacKaye devait d'abord succéder à Henry Rollins quand il quitte State of Alert pour Black Flag. Cependant MacKaye refusr de chanter les paroles de Rollins. Il fonde alors divers groupes et répète avec eux, mais il n'y a jamais eu de choses fixes jusqu'à ce qu'il fonde The Faith à l'été 1983 et sa dissolution en août 1983. Le groupe Ignition suit au milieu des années 1980 ; il sort deux albums et plusieurs singles chez Dischord Records. Après un grave accident de moto, Alec MacKaye doit mettre la musique de côté.
Au milieu des années 1990, MacKaye rejoint le groupe The Warmers en tant que chanteur et guitariste. Contrairement aux autres groupes de MacKaye, The Warmers combinent des riffs entraînants avec des influences indie rock.
MacKaye travaille pour Dischord Records, le label indépendant que monte Minor Threat, et pour le musée The Phillips Collection à Washington, D.C. MacKaye s'intéresse également aux arts plastiques et à l'écriture. En 2013, il écrit les légendes du livre photo Hard Art, DC 1979 du photographe Lucian Perkins. Mondo James Dean, une anthologie de poèmes et de nouvelles de Richard Peabody et Lucinda Ebersole, est dédiée à MacKaye. Il est impliqué en tant que témoin dans le film American Hardcore, un documentaire sur la scène hardcore.

## Discographie
Avec The Faith
- 1982 : Split-Album avec Void (Dischord Records)
- 1983 : Subject to Change (EP, Dischord Records)

Avec Ignition
- 1987 : Same (7″, IG)
- 1988 : Machination (album, IG/Dischord Records)
- 1988 : Sinker/Anger Means (12″, IG/Southern Studios)
- 1989 : The Orafying Mysticle of… (album, Dischord Records)
- 1994 : Complete Services (compilation, Dischord Records)

Avec The Warmers
- 1995 : Thin Air (7″, Dischord Records)
- 1996 : Same (Dischord Records)
- 2004 : Wanted More (MCD, Dischord Records)

Avec Hammered Hulls
- 2022 : Careening (album, Dischord Records)